# لتارژی
لتارژی (به انگلیسی: Lethargy) نوعی حالت گیجی و خواب‌آلودگی است؛ به همراه اختلال توجه به زمان و مکان،  هشیاری بیمار کاهش یافته‌است ولی بیمار در کما نیست.
در هیپنوتیزم مرحلهٔ لتارژی یا موت کاذب از عمیق‌ترین مراحل ریلکس است به طوری که فرد در این مرحله کاملاً بی‌حس می‌شود و اگر جسم تیزی به بدن او بزنید احساس درد نخواهد کرد.
لتارژی نوعی از خواب‌آلودگی است که در آن تکلم، حرکت ارادی، و درک واقعیت بیمار، کُند می‌شود و شاید بتوان این مورد را در بیماران دچار سوءمصرف مواد به وضوح مشاهده کرد.